# Mutation ponctuelle
Une mutation ponctuelle est un changement de la structure du gène, affectant un à plusieurs nucléotides (entre un et dix).
Il existe quatre types de mutations ponctuelles :
- mutation par substitution : remplacement d’un (ou plusieurs) nucléotides par un autre (ou plusieurs autres) ;
- mutation par insertion : ajout d’un ou plusieurs nucléotides ;
- mutation par délétion : perte d'un ou plusieurs nucléotides.
- mutation par inversion : permutation de 2 désoxyribonucléotides voisins ;

La mutation, pour être exprimée, doit être une substitution par un ou plusieurs nucléotides donnant un codon codant un acide aminé différent de celui donné par le nucléotide initial, sinon la mutation est dite silencieuse (sans effet sur la transcription en protéine, et son activité, si la séquence est un gène).
La thrombophilie par mutation du facteur V est un exemple de maladie génétique provoquée par une mutation ponctuelle. La mutation consiste en une substitution au niveau du nucléotide 1691 d’une guanine par une adénine du gène du facteur V entraînant la synthèse d’un facteur (facteur V Leiden) résistant à l’inactivation par la protéine C activée.
Une mutation inverse, appelée aussi mutation reverse, mutation retour ou réversion, est une mutation ponctuelle qui supprime ou compense une mutation précédente par restauration de la séquence originelle (réversion vraie) ou par création d'un déphasage du cadre de lecture, ce qui rétablit le phénotype originel.